# Stadio Nižnij Novgorod
Lo stadio Nižnij Novgorod (in russo стадион «Нижний Новгород»?) è uno stadio di calcio situato a Nižnij Novgorod, in Russia, con una capienza di 43 319 spettatori.
È uno degli stadi selezionati per ospitare il Campionato mondiale di calcio 2018.

## Coppa del Mondo FIFA 2018

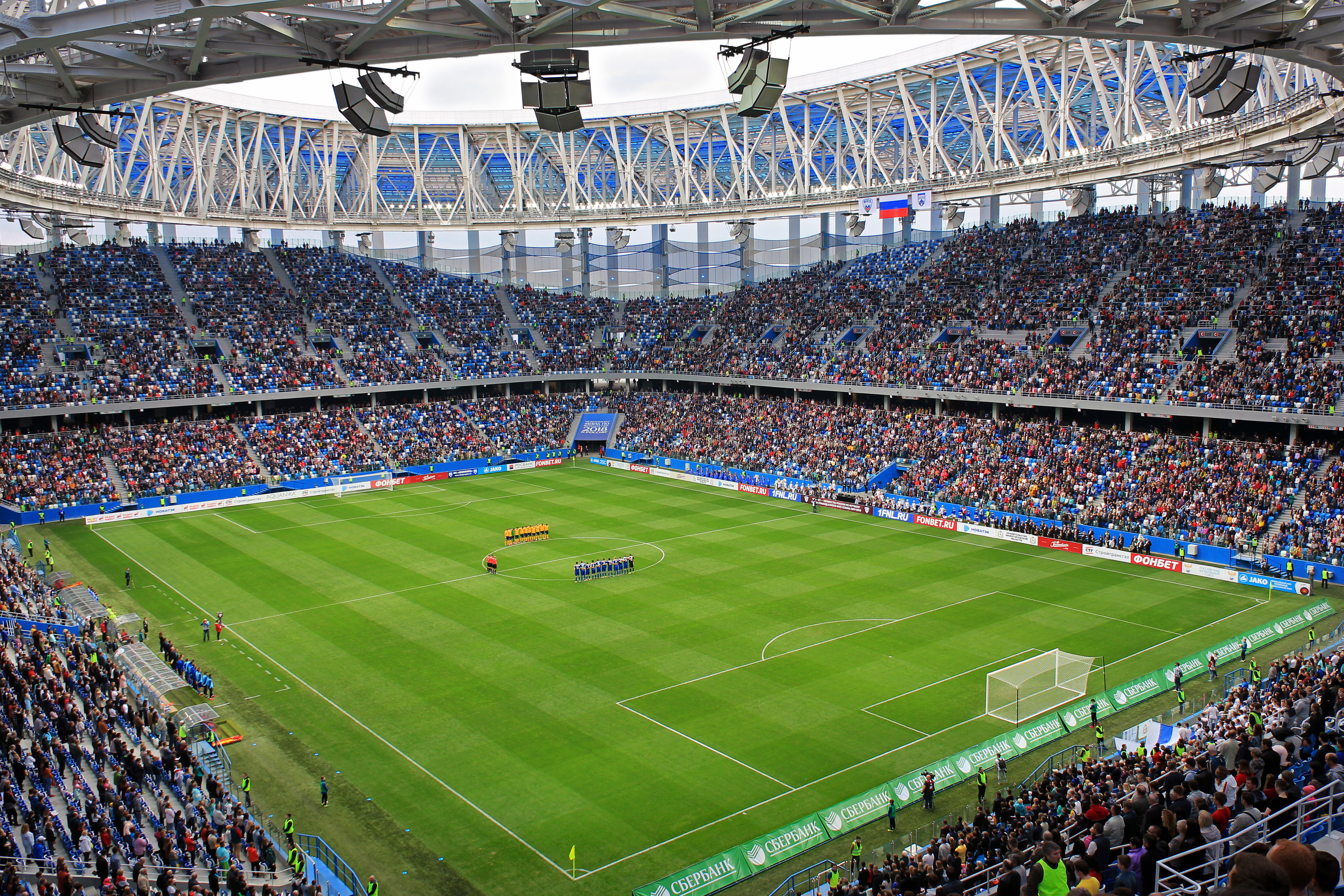
Interno dello stadio

| Data           | Ora   | Squadra #1  | Ris.            | Squadra #2    | Fase del torneo  | Spettatori |
| -------------- | ----- | ----------- | --------------- | ------------- | ---------------- | ---------- |
| 18 giugno 2018 | 15:00 | Svezia      | 1 - 0           | Corea del Sud | Girone F         | 42 300     |
| 21 giugno 2018 | 21:00 | Argentina   | 0 - 3           | Croazia       | Girone D         | 43 319     |
| 24 giugno 2018 | 15:00 | Inghilterra | 6 - 1           | Panama        | Girone G         | 43 319     |
| 27 giugno 2018 | 21:00 | Svizzera    | 2 - 2           | Costa Rica    | Girone E         | 43 319     |
| 1º luglio 2018 | 21:00 | Croazia     | 1 - 1 (3-2 dcr) | Danimarca     | Ottavi di finale | 40 851     |
| 6 luglio 2018  | 17:00 | Uruguay     | 0 - 2           | Francia       | Quarti di finale | 43 319     |